# باشمرة
باشمرة (بالكردية: Başemrê‏) هي قرية سورية تقع شمال حلب قرب مدينة عفرين في منطقة جبلية، سكانها من الكرد وتمتاز بطبيعة جميلة. بلغ تعداد سكانها 307 نسمة حسب قيود السجل المدني لنهاية عام 2005.